# Benjamin Francis Leftwich
Benjamin Francis Leftwich (* 4. September 1989 in York) ist ein britischer Singer-Songwriter.

## Leben
Leftwich wuchs in seiner Geburtsstadt York auf und begann im Alter von zehn Jahren, Musik zu machen, er brachte sich unter anderem selber das Gitarrespielen bei. Er sieht die Musiker Arcade Fire, Bruce Springsteen und Ryan Adams als Inspiration für seine Musik.

## Karriere
Am 4. Juli 2011 veröffentlichte Leftwich sein Debütalbum Last Smoke Before The Snowstorm, das im selben Jahr in den Albumcharts des Vereinigten Königreichs den Platz 35 erreichte. Die Sunday Times bezeichnete ihn als „ernstzunehmendes neues Talent“, der Daily Express kritisierte jedoch, dass sich fast alle Titel zu stark ähnelten.

## Diskografie

### Alben
- 2011: Last Smoke Before The Snowstorm
- 2016: After The Rain
- 2019: Gratitude

### EPs
- 2010: A Million Miles Out
- 2011: Pictures
- 2012: In The Open

### Singles
- 2011: Box of Stones
- 2011: Atlas Hands
- 2012: Pictures
- 2014: Shine (UK: Silber)
- 2016: Tilikum
- 2016: Mayflies
- 2016: Summer
- 2016: Groves
- 2017: Pure Morning
- 2017: Rebellion (Lies)
- 2017: When You Were Young
- 2017: Because of Toledo